# Worobji (wieś w rejonie diemidowskim)
Worobji (ros. Воробьи) – wieś (ros. деревня, trb. dieriewnia) w zachodniej Rosji, w osiedlu wiejskim Zaborjewskoje rejonu diemidowskiego w obwodzie smoleńskim.

## Geografia
Miejscowość położona jest nad rzeką Czerniejka, przy drodze regionalnej 66N-0510 (Koriewo – Prżewalskoje – Pogołka), 16,5 km od drogi regionalnej 66N-0508 (Zaborje – Anosinki), 12,5 km od drogi regionalnej 66N-0504 (66K-11 – Prżewalskoje), 17 km od centrum administracyjnego osiedla wiejskiego (Zaborje), 25,5 km od centrum administracyjnego rejonu (Diemidow), 69 km od stolicy obwodu (Smoleńsk), 58,5 km od granicy z Białorusią.
W granicach miejscowości znajdują się ulice: Sirieniewaja, Smolenskaja.

## Demografia
W 2010 r. miejscowość zamieszkiwały 22 osoby.